# Notophthiracarus usitatus
Notophthiracarus usitatus är en kvalsterart som beskrevs av Wojciech Niedbała 1989. Notophthiracarus usitatus ingår i släktet Notophthiracarus och familjen Phthiracaridae. Inga underarter finns listade i Catalogue of Life.